# Быстровский сельсовет
Быстровский сельсовет — сельское поселение в Искитимском районе Новосибирской области Российской Федерации.
Административный центр — село Быстровка.

## История
Статус и границы сельского поселения установлены Законом Новосибирской области от 2 июня 2004 года № 200-ОЗ «О статусе и границах муниципальных образований Новосибирской области»

## Население
| 2002  | 2010  | 2012  | 2013  | 2014  | 2015  | 2016  |
| ----- | ----- | ----- | ----- | ----- | ----- | ----- |
| 3505  | ↘3102 | ↗3135 | ↗3179 | →3179 | ↗3214 | ↘3194 |
| 2017  | 2018  | 2019  | 2020  | 2021  |       |       |
| ↗3208 | ↘3188 | ↘3126 | ↘3083 | ↘3045 |       |       |

## Состав сельского поселения
| № | Населённый пункт | Тип населённого пункта       | Население |
| - | ---------------- | ---------------------------- | --------- |
| 1 | Быстровка        | село, административный центр | ↘1029     |
| 2 | Завьялово        | село                         | ↘1124     |
| 3 | Озерки           | посёлок                      | ↘113      |
| 4 | Советский        | посёлок                      | ↘374      |
| 5 | Тула             | посёлок                      | ↘190      |
| 6 | Факел Революции  | посёлок                      | ↘272      |